# Karate tại Đại hội Thể thao Đông Nam Á 2021
Karate là một trong những môn thể thao được tranh tài tại Đại hội Thể thao Đông Nam Á 2021 ở Việt Nam. Môn Karate diễn ra từ ngày 16-20/5/2022, trong đó 3 ngày thi đấu là 18, 19 và 20/5. Có khoảng hơn 400 VĐV, HLV, quan chức thể thao của 10 quốc gia đến tham dự môn Karate. Đông Timor là đoàn duy nhất không cử VĐV tranh tài.

## Nội dung thi đấu
Tại SEA Games 31 Karate có 15 nội dung thi đấu, trong đó 7 nội dung cho nam, 8 cho nữ, 11 nội dung là đơn và 4 nội dung đồng đội ở cả hai thể thức Kata và Kumite, cụ thể:
- Nam: -60kg Kumite, -67kg Kumite, -75kg Kumite, 84kg Kumite, Kumite đồng đội nam, Kata cá nhân nam, Kata đồng đội nam

- Nữ: -50kg Kumite, -55kg Kumite, -61kg Kumite, -68kg Kumite, Trên 68kg Kumite, Kumite đồng đội nữ, Kata cá nhân nữ, Kata đồng đội nữ

## Chương trình thi đấu
| Ngày  | Giờ           | Nội dung                                                      | Địa điểm        |
| ----- | ------------- | ------------------------------------------------------------- | --------------- |
| 18/05 | 09:00 - 10:00 | Vòng 1 Kata cá nhân nữ                                        | Tatami - 1,2    |
| 18/05 | 10:00 - 11:00 | Vòng 1 Kata cá nhân nam                                       | Tatami - 1,2    |
| 18/05 | 11:00 - 11:30 | Vòng 2 Kata cá nhân nữ                                        | Tatami - 1,2    |
| 18/05 | 11:30 - 12:00 | Vòng 2 Kata cá nhân nam                                       | Tatami - 1,2    |
| 18/05 | 12:00 - 13:00 | Ăn trưa                                                       |                 |
| 18/05 | 13:00 - 14:00 | Vòng loại Nữ Kumite-55kg, -61kg                               | Tatami - 1,2    |
| 18/05 | 14:00 - 15:00 | Vòng loại Nam Kumite -60kg, -67kg                             | Tatami - 1,2    |
| 18/05 | 15:00 - 15:30 | Repechage Nữ Kumite-55kg, -61kg                               | Tatami - 1      |
| 18/05 | 15:00 - 15:30 | Repechage Nam Kumite -60kg, -67kg                             | Tatami - 2      |
| 18/05 | 15:30 - 16:00 | Tranh Huy chương Đồng Nữ Cá nhân Kata                         | Tatami - 1      |
| 18/05 | 16:00 - 16:30 | Tranh Huy chương Đồng Nam Cá nhân Kata                        | Tatami - 1      |
| 18/05 | 16:30 - 16:50 | Tranh Huy chương Đồng Nữ Kumite-55kg, -61kg                   | Tatami - 1      |
| 18/05 | 16:50 - 17:10 | Tranh Huy chương Đồng Nam Kumite -60kg, -67kg                 | Tatami - 1      |
| 18/05 | 17:10 - 17:30 | Chung kết Nữ Cá nhân Kata                                     | Tatami - 1      |
| 18/05 | 17:30 - 17:50 | Chung kết Nam Cá nhân Kata                                    | Tatami - 1      |
| 18/05 | 18:00 - 18:10 | Chung kết Nữ Kumite-55kg, -61kg                               | Tatami - 1      |
| 18/05 | 18:10 - 18:20 | Chung kết Nam Kumite-60kg, -67kg                              | Tatami - 1      |
| 18/05 | TRAO THƯỞNG   |                                                               |                 |
| 19/05 | 09:00 - 10:00 | Vòng 1 Kata đồng đội nữ                                       | Tatami - 1,2    |
| 19/05 | 10:00 - 10:30 | Vòng 2 Kata đồng đội nữ                                       | Tatami - 1,2    |
| 19/05 | 10:30 - 11:30 | Vòng loại Nữ Kumite -68kg, trên 68kg, -50kg                   | Tatami - 1,2    |
| 19/05 | 11:30 - 12:30 | Ăn trưa                                                       |                 |
| 19/05 | 12:30 - 13:30 | Vòng loại Nữ Kumite -68kg, trên 68kg, -50kg                   | Tatami - 1,2    |
| 19/05 | 13:30 - 14:30 | Vòng loại Nam Kumite -75kg, -84kg                             | Tatami - 1,2    |
| 19/05 | 14:30 - 15:30 | Vòng loại Nam Kumite -75kg, -84kg                             | Tatami - 1,2 -1 |
| 19/05 | 15:30 - 16:30 | Repechage và Tranh Huy chương đồng Nữ Kumite trên 68kg        | Tatami - 2      |
| 19/05 | 16:30 - 17:30 | Repechage và Tranh Huy chương đồng Nam Kumite -75kg           | Tatami - 1      |
| 19/05 | 16:30 - 17:30 | Repechage và Tranh Huy chương đồng Nam Kumite -84kg, nữ -50kg | Tatami - 2      |
| 19/05 | 17:30 - 18:10 | Huy chương đồng Nữ Kata đồng đội                              | Tatami - 1      |
| 19/05 | 18:30 - 18:50 | Chung kết Nữ Kata đồng đội                                    | Tatami - 1      |
| 19/05 | 19:00 - 19:10 | Chung kết Nữ Kumite-68 kg, trên 68kg                          | Tatami - 1      |
| 19/05 | 19:15 - 19:25 | Chung kết Nam Kumite -75 kg                                   | Tatami - 1      |
| 19/05 | 19:30 - 19:40 | Chung kết Nam Kumite -84kg                                    | Tatami - 1      |
| 19/05 | 19:45 - 19:55 | Chung kết Nữ Kumite -50kg                                     | Tatami - 1      |
| 19/05 | TRAO THƯỞNG   |                                                               |                 |
| 20/05 | 09:00 - 10:00 | Vòng 1 Kata đồng đội nam                                      | Tatami - 1,2    |
| 20/05 | 10:00 - 10:30 | Vòng 2 Kata đồng đội nam                                      | Tatami - 1,2    |
| 20/05 | 10:30 - 11:30 | Vòng loại Nữ Kumite đồng đội                                  | Tatami - 1,2    |
| 20/05 | 11:30 - 12:30 | Ăn trưa                                                       |                 |
| 20/05 | 12:30 - 13:30 | Vòng loại Nam Kumite đồng đội                                 | Tatami - 1,2    |
| 20/05 | 13:30 - 14:30 | Vòng loại Nam Kumite đồng đội                                 | Tatami - 1,2    |
| 20/05 | 14:30 - 15:30 | Repechage và Tranh Huy chương đồng Nữ Kumite đồng đội         | Tatami - 1      |
| 20/05 | 14:30 - 15:30 | Repechage và Tranh Huy chương đồng Nam Kumite đồng đội        | Tatami - 2      |
| 20/05 | 16:00 - 16:30 | Chung kết Nam Kata đồng đội                                   | Tatami - 1      |
| 20/05 | 16:40 - 17:40 | Chung kết Nam Kumite đồng đội                                 | Tatami - 1      |
| 20/05 | 17:50 - 18:50 | Chung kết Nữ Kumite đồng đội                                  | Tatami - 1      |
| 20/05 | TRAO THƯỞNG   |                                                               |                 |

## Bảng huy chương
| Hạng               | Đoàn               | Vàng | Bạc | Đồng | Tổng số |
| ------------------ | ------------------ | ---- | --- | ---- | ------- |
| 1                  | Việt Nam           | 7    | 2   | 6    | 15      |
| 2                  | Indonesia          | 4    | 8   | 2    | 14      |
| 3                  | Malaysia           | 4    | 0   | 6    | 10      |
| 4                  | Thái Lan           | 0    | 4   | 5    | 9       |
| 5                  | Lào                | 0    | 1   | 0    | 1       |
| 6                  | Philippines        | 0    | 0   | 8    | 8       |
| 7                  | Campuchia          | 0    | 0   | 3    | 3       |
| Tổng số (7 đơn vị) | Tổng số (7 đơn vị) | 15   | 15  | 30   | 60      |

## Danh sách huy chương

### Kata
| Nội dung     | Vàng                                                                       | Bạc                                                                           | Đồng                                                                        |
| ------------ | -------------------------------------------------------------------------- | ----------------------------------------------------------------------------- | --------------------------------------------------------------------------- |
| Cá nhân nam  | Ahmad Zigi Zaresta Yuda · Indonesia                                        | Phạm Minh Đức · Việt Nam                                                      | Muhammad Aiqal Asmadie · Malaysia                                           |
| Cá nhân nam  | Ahmad Zigi Zaresta Yuda · Indonesia                                        | Phạm Minh Đức · Việt Nam                                                      | John Enrico Vasquez · Philippines                                           |
| Cá nhân nữ   | Nguyễn Thị Phương · Việt Nam                                               | Monsicha Tararattanakul · Thái Lan                                            | Rebecca Cyril Torres · Philippines                                          |
| Cá nhân nữ   | Nguyễn Thị Phương · Việt Nam                                               | Monsicha Tararattanakul · Thái Lan                                            | Krisda Putri Aprilia · Indonesia                                            |
| Đồng đội nam | Indonesia · Albiadi · Andy Tomy Aditya Mardana · Andi Dasril Dwi Dharmawan | Thái Lan · Nathawut Kanabkaew · Phanudet Khananpao · Pikanet Sukyik           | Malaysia · Ivan Oh · Thomson Hoe · Emmanuel Leong                           |
| Đồng đội nam | Indonesia · Albiadi · Andy Tomy Aditya Mardana · Andi Dasril Dwi Dharmawan | Thái Lan · Nathawut Kanabkaew · Phanudet Khananpao · Pikanet Sukyik           | Việt Nam · Lê Hồng Phúc · Giang Việt Anh · Phạm Minh Đức                    |
| Đồng đội nữ  | Việt Nam · Nguyễn Ngọc Trâm · Lưu Thị Thu Uyên · Nguyễn Thị Phương         | Indonesia · Anugerah Nurul Lucky · Dian Monika Nababan · Emilia Sri Hanandyta | Malaysia · Khaw Yee Voon · Chang Sin Yi · Lim Hui Ling                      |
| Đồng đội nữ  | Việt Nam · Nguyễn Ngọc Trâm · Lưu Thị Thu Uyên · Nguyễn Thị Phương         | Indonesia · Anugerah Nurul Lucky · Dian Monika Nababan · Emilia Sri Hanandyta | Philippines · Nicole Erika Dantes · Rebecca Cyril Torres · Sarah Pangilinan |

### Kumite

#### Nam
| Nội dung | Vàng                                  | Bạc                                | Đồng                                          |
| -------- | ------------------------------------- | ---------------------------------- | --------------------------------------------- |
| −60 kg   | Ari Saputra · Indonesia               | Võ Văn Hiền · Việt Nam             | Prem Kumar Selvam · Malaysia                  |
| −60 kg   | Ari Saputra · Indonesia               | Võ Văn Hiền · Việt Nam             | Jayson Ramil Macaalay Ordoñez · Philippines   |
| −67 kg   | Sureeya Sankar Hari Sankar · Malaysia | Tebing Hutapea · Indonesia         | Chalermpon Piwlaaiad · Thái Lan               |
| −67 kg   | Sureeya Sankar Hari Sankar · Malaysia | Tebing Hutapea · Indonesia         | Đặng Hồng Sơn · Việt Nam                      |
| −75 kg   | Sharmendran Raghonathan · Malaysia    | Ignatius Joshua Kandou · Indonesia | Milad Mardas Cheun · Campuchia                |
| −75 kg   | Sharmendran Raghonathan · Malaysia    | Ignatius Joshua Kandou · Indonesia | Chu Đức Thịnh · Việt Nam                      |
| −84 kg   | Đỗ Thành Nhân · Việt Nam              | Thodny Phingsamphan · Lào          | Ivan Christopher Agustin Chanco · Philippines |
| −84 kg   | Đỗ Thành Nhân · Việt Nam              | Thodny Phingsamphan · Lào          | Teerawat Pongsai · Thái Lan                   |
| Đồng đội | Malaysia ·                            | Indonesia ·                        | Thái Lan ·                                    |
| Đồng đội | Malaysia ·                            | Indonesia ·                        | Việt Nam ·                                    |

#### Nữ
| Nội dung | Vàng                                     | Bạc                                    | Đồng                                |
| -------- | ---------------------------------------- | -------------------------------------- | ----------------------------------- |
| −50 kg   | Shahmalarani Chandran · Malaysia         | Chanyanut Chippensuk · Thái Lan        | Sharon Verlina Ririhena · Indonesia |
| −50 kg   | Shahmalarani Chandran · Malaysia         | Chanyanut Chippensuk · Thái Lan        | Đinh Thị Hương · Việt Nam           |
| −55 kg   | Cok Istri Agung Sanistyarani · Indonesia | Pensiput Namkhao · Thái Lan            | Toukta Moukdavong · Lào             |
| −55 kg   | Cok Istri Agung Sanistyarani · Indonesia | Pensiput Namkhao · Thái Lan            | Hoàng Thị Mỹ Tâm · Việt Nam         |
| −61 kg   | Nguyễn Thị Ngoan · Việt Nam              | Devina Dea · Indonesia                 | Jamie Lim · Philippines             |
| −61 kg   | Nguyễn Thị Ngoan · Việt Nam              | Devina Dea · Indonesia                 | Arm Sukkiaw · Thái Lan              |
| −68 kg   | Hồ Thị Thu Hiền · Việt Nam               | Ceyco Georgia Zefanya · Indonesia      | Amirah Syahirah Azlan · Malaysia    |
| −68 kg   | Hồ Thị Thu Hiền · Việt Nam               | Ceyco Georgia Zefanya · Indonesia      | Remon Misu Villanueva · Philippines |
| +68 kg   | Bùi Thị Thảo · Việt Nam                  | Dessyinta Rakawuni Banurea · Indonesia | Soudanihen Vann · Campuchia         |
| +68 kg   | Bùi Thị Thảo · Việt Nam                  | Dessyinta Rakawuni Banurea · Indonesia | Kewalin Songklin · Thái Lan         |
| Đồng đội | Việt Nam ·                               | Indonesia ·                            | Malaysia ·                          |
| Đồng đội | Việt Nam ·                               | Indonesia ·                            | Philippines ·                       |